# СРЗ-35

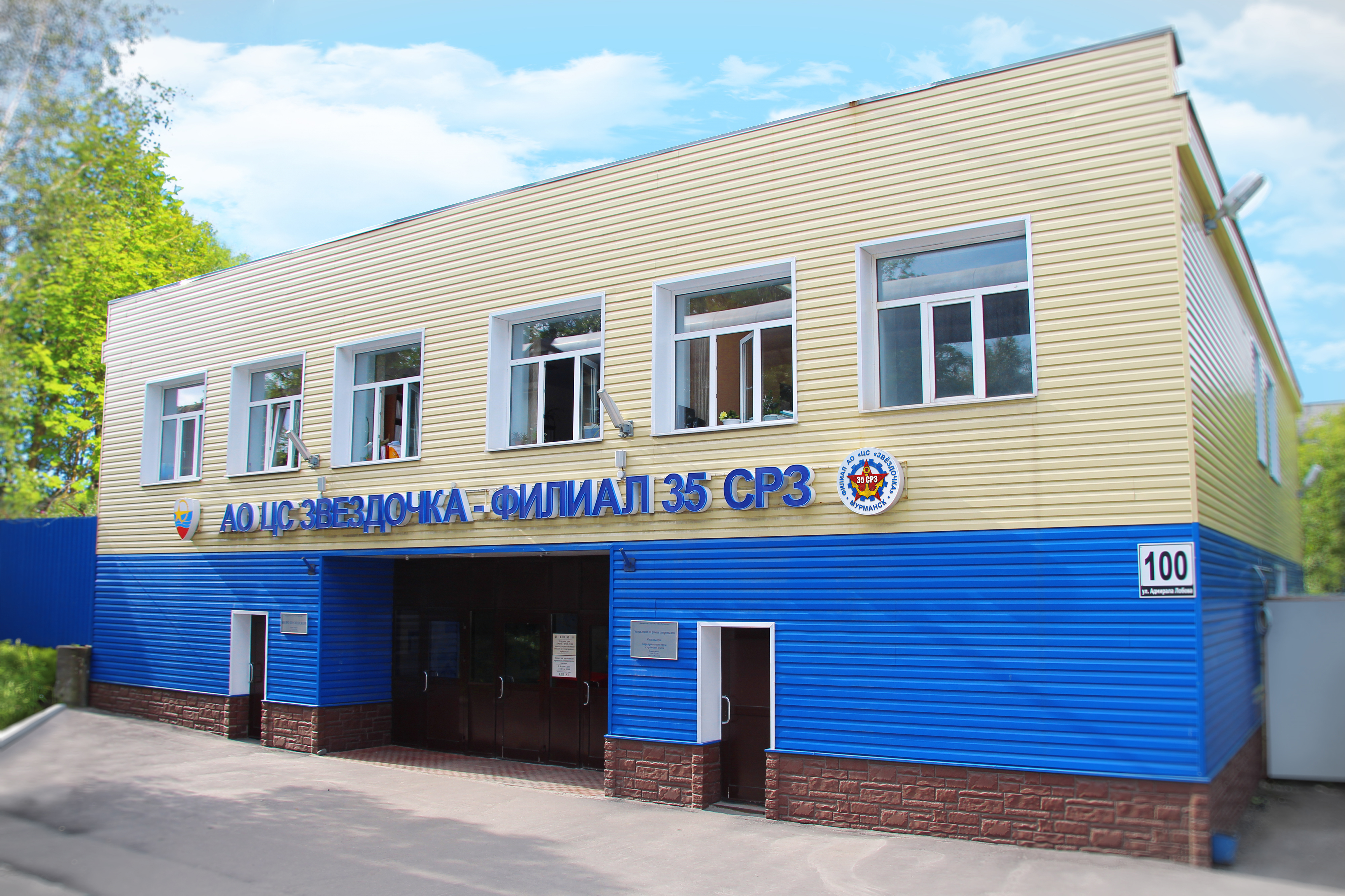
Проходная «35 СРЗ» — здание отдела кадров

Филиал «35 СРЗ» АО «ЦС «Звездочка» — судоремонтное предприятие, осуществляет ремонт кораблей Северного флота. Расположено на берегу Кольского залива в северной части Мурманска. Причальная линия имеет большие глубины и находится на достаточном отдалении от фарватера.
Из-за вторжения России на Украину завод находится под санкциями всех стран Евросоюза, США и некоторых других стран.

## Строительство завода

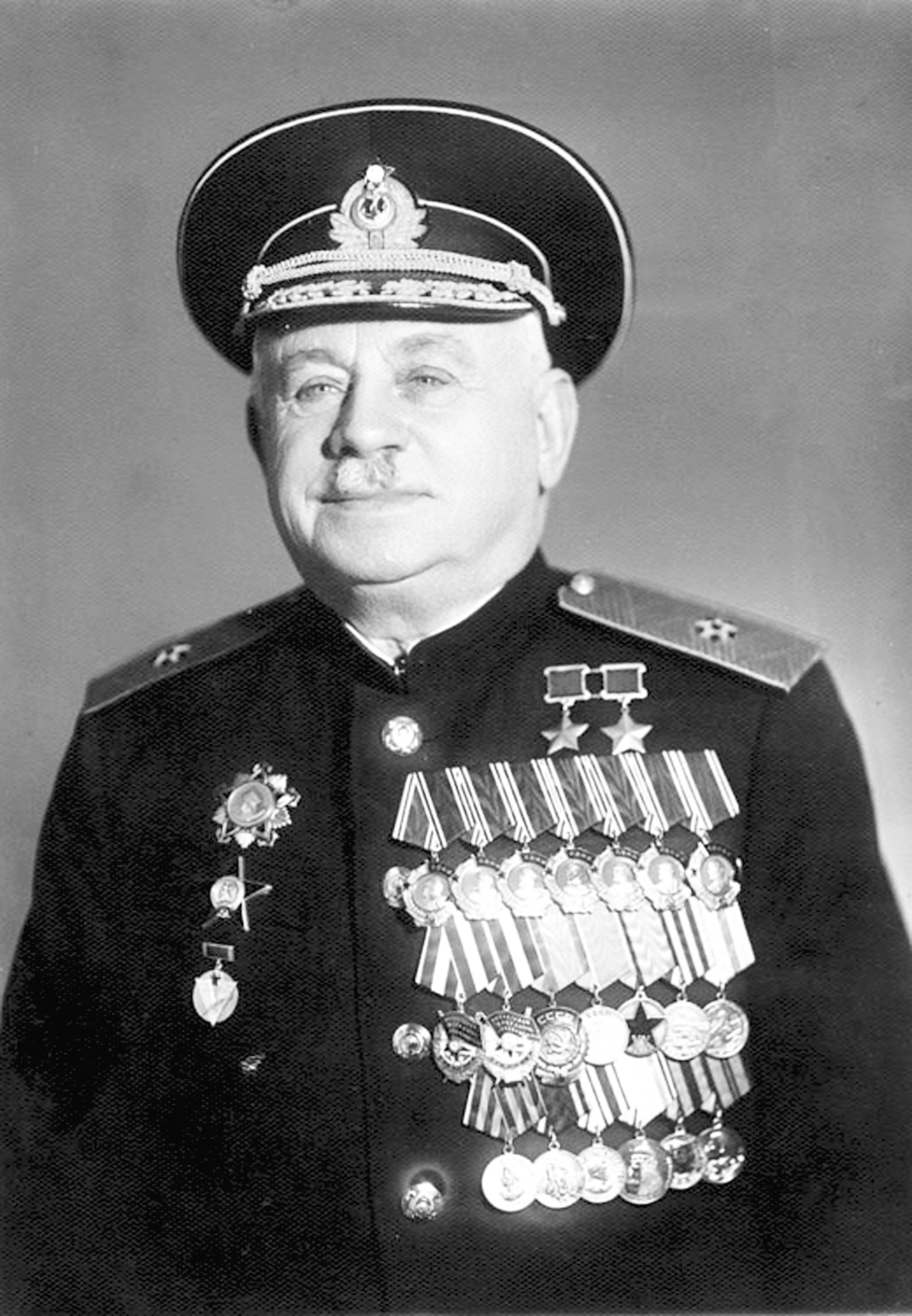
Папанин Иван Дмитриевич

Развитие Северного морского пути и судоходства обуславливали необходимость создания ремонтной базы для обслуживания рыболовных, транспортных судов и военных кораблей. В ноябре 1932 года был учрежден «35 судоремонтный завод Министерства обороны». Инициатором стало Управление морского транспорта Главсевморпути при Совете народных депутатов СССР. В 1933 году Мурманск посетила правительственная делегация во главе с И. В. Сталиным. Делегация определила место для строительства на берегу Кольского залива в районе реки Роста, в семи километрах от города Мурманска. В 1934 г. начались исследовательские и геологоразведочные работы на строительной площадке. Во второй половине 1935 г. по вербовке приехали строители.
В июне 1937 года было издано постановление Главного управления Севморпути № 135 «Об организации судоремонта на строительстве Мурманского судоремонтного завода Главсевморпути». Тогда была поставлена задача организовать средний и текущий ремонт судов (без докования). Руководителем строительства был назначен Л. Д. Розенберг. По плану завод должен был начать функционировать 12 декабря 1937 года. Работы велись круглосуточно, кирпич доставляли из Кильдинстроя за 40 км, сроки не выполнялись. Л. Д. Розенберг получил взыскание за срыв сроков строительства. Усиление политических репрессий в конце 1930-х осложняло ситуацию. В 1937 году был провал арктической навигации из-за недостатков организации, тяжёлых льдов. Тогда на поиски пропавшего экипажа лётчика Сигизмунда Александровича Леваневского были брошены ледоколы и почти вся полярная навигация
В 1938 г. по призыву ЦК ВЛКСМ и начальника Главного управления Севморпути Ивана Дмитриевича Папанина на строительство завода приехало около 2 500 комсомольцев и молодежи из разных республик и областей Советского Союза. 20 апреля 1939 года Указом Президиума Верховного Совета РСФСР в Мурманске образованы три района — Ленинский, Кировский и Микояновский. Площадка строительства судоремонтного завода Севморпути и посёлок Роста находились в Ленинском районе. Численность населения этого района превышала 16 000 человек. Это было обусловлено поставленной задачей развития Северного морского пути. Поселок завода Севморпути был связан с центром Мурманска железной и шоссейными дорогами.
11 октября 1938 г. — дата основания завода. Вступила в строй первая очередь судоремонтного завода. Были сданы в эксплуатацию механический, кузнечный и литейный цеха, построены железные и шоссейные дороги, основные причалы, склады, организован внутризаводской транспорт и ряд вспомогательных производств. Завод принял в ремонт первые суда арктического флота и первый сторожевой корабль «Ураган».
В 1939 г. — инструментальный и ремонтно-механический цеха были сданы в эксплуатацию. В мае 1941 года были сданы в эксплуатацию два сухих дока (длиной 200 и 115 м), которые были построены по проекту Союзного государственного треста № 46. Началось строительство корпусного цеха.

## Завод в годы войны

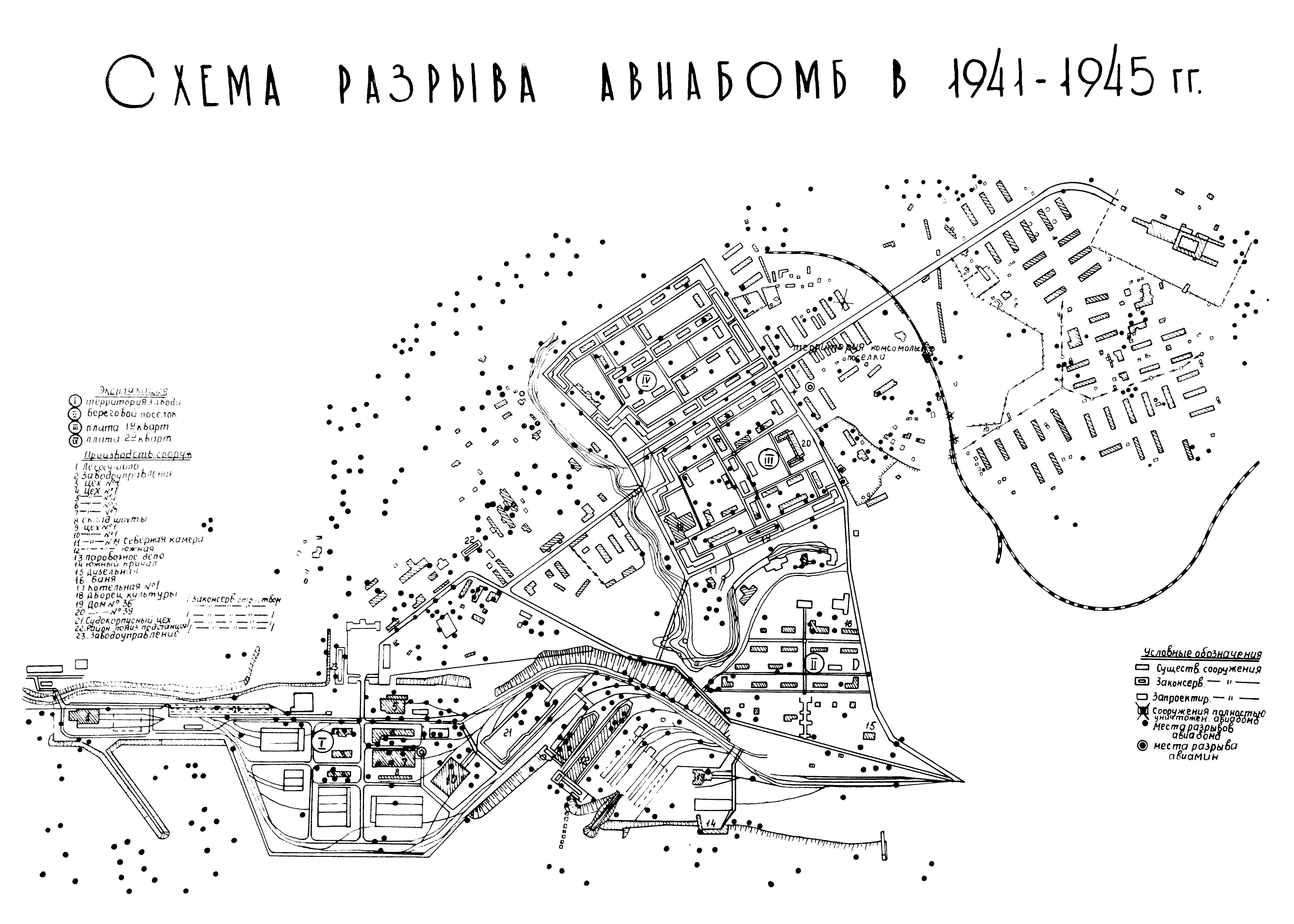
Схема разрыва авиабомб

После начала войны заводы и мастерские Мурманска перешли в управление Технического отдела Северного флота. Необходимо было ремонтировать корабли, которые получили повреждения в боевых операциях. Другой задачей стало переоборудование и вооружение вспомогательных судов для пополнения сил военного флота. В 1941 году произведена установка вооружения на ледоколах «Ленин», «И. Сталин», «В. Молотов», а также на судах ледокольного типа «Сибиряков», «Малыгин», «Русанов». Инженерно-технические работники спроектировали малый бессемеровский конвертер для выплавки стали. Была смонтирована сталелитейная печь. Было налажено производство оружия и боеприпасов — выпуск минометов, отливка и механическая обработка гранат, что полностью обеспечило потребности войск Кандалакшского и Мурманского направлений и ряда других участков Карельского фронта.
Работники «35 СРЗ» обеспечивали нужды фронта в тылу и уходили на фронт. Полярная правда опубликовала воспоминания Арсения Николаевича Стефановича, который в военные годы работал на судоремонтном заводе начальником механосборочного цеха, заместителем руководителя главного инженера, руководил выполнением военного заказа. В 1943 году был награждён орденом Красной Звезды, в 1946 году орденом Отечественной войны I степени. Статья посвящена рассказу о начале войны на заводе.
Схема разрыва авиабомб на территории «35 СРЗ» показывает, что завод регулярно подвергался бомбардировкам. Камеры дока неоднократно пострадали от прямых попаданий снарядов. В 1945—1947 годах док был восстановлен, стены дока были торкретированы.

## История предприятия
1950 год — совместно со специалистами судостроительного предприятия была разработана и применена новая технология центровки валопроводов методом расчета нагрузок и упругой линии валов.
24 сентября 1951 года — завод передан в состав главного управления судоремонтных заводов ВМФ СССР. Сдан в эксплуатацию новый судокорпусный по металлу цех с производственной площадью 8960 м².
1958 год — был оборудован новый участок по ремонту пневматического и электрифицированного инструмента. Организован участок ремонта радио-электронного оборудования. Было изготовлено оборудование, обеспечивающее испытание рефмашины, освоен ремонт РТПД-50/80, изготовлено оборудование для механизации отдельных работ на малярном участке, электродном участке и организовано моечное отделение дизельного участка. Смонтированы новые электропечи МГП-102(100 кг) и ДМК-0,25 (250 кг) на участке цветного литья. Построена столовая на 500 посадочных мест.
1961 год — завод реорганизован в воинское подразделение в/ч 20346.
1970 год — Главнокомандующий ВМФ и профсоюзный комитет отрасли присудили заводу первое место с вручением Памятного Красного знамени.
1972 год — завод награждён юбилейным памятным знаком в честь 50-летия образования СССР.
1983 год — вступила в строй База отдыха «Лесная».
В 90-е годы после сокращения государственного оборонного заказа завод оказался в кризисной ситуации. В тот период завод занимался судостроением. По заказу Нидерландской компании построили двухсекционный танкер оригинальной конструкции для перевозки жидких химических продуктов. Танкер-буксировщик «Innovation-З» длиной более 100 м был спущен на воду в сентябре 1993 г., а в феврале 1994 г. была спущена на воду буксируемая секция танкера «Innovation-13» такой же длины. Разработали и изготовили мельницу с гидравлическим приводом, модуль тяжелосредной сепарации для обогащения алмазных руд. Конструкторское бюро завода разработало чертежи модуля сепарации и гидравлического привода мельницы.
2000 г. — на базе ЦЗЛ завода создан Испытательный центр «Севморпуть», аккредитованный Регистром морского судоходства РФ и Гостехнадзором РФ.
21 марта 2007 г. — Указом Президента РФ В. В. Путина № 394 завод был присоединен к ФГУП "ЦС «Звездочка» в качестве филиала «35 Судоремонтный завод» ФГУП "ЦС «Звездочка» .
03 ноября 2008 г. — филиал «35 Судоремонтный завод» ФГУП "ЦС «Звездочка» реорганизован в филиал «35 судоремонтный завод» ОАО "ЦС «Звездочка».
2007—2009 года — период руководства Кольнера А. В. Начало развития международных контактов. Поддержал это направление Андрей Шестаков. В июне 2010 года в Норвегии состоялась встреча губернатора Мурманской области Дмитрия Дмитриенко совместно с директором завода Андреем Шестаковым и генеральным директором Союза судовладельцев Норвегии Стурла Хенриксен. Цель визита — знакомство с созданием нефтяного кластера Ставангера — нефтяной столицы Норвегии. Опыт его создания должен был использоваться при создании нефтегазового кластера в Мурманской области. Тогда представители «35 СРЗ» приняли участие в семинаре, посвященном проекту освоения Штокановского газоконденсатного месторождения, а также во встречах и переговорах с норвежскими политиками, учеными и промышленниками. По результатам поездки Мурманская область в лице губернатора Дмитрия Дмитриенко и директора «35 СРЗ» Андрея Шестакова подписали соглашение о сотрудничестве. 

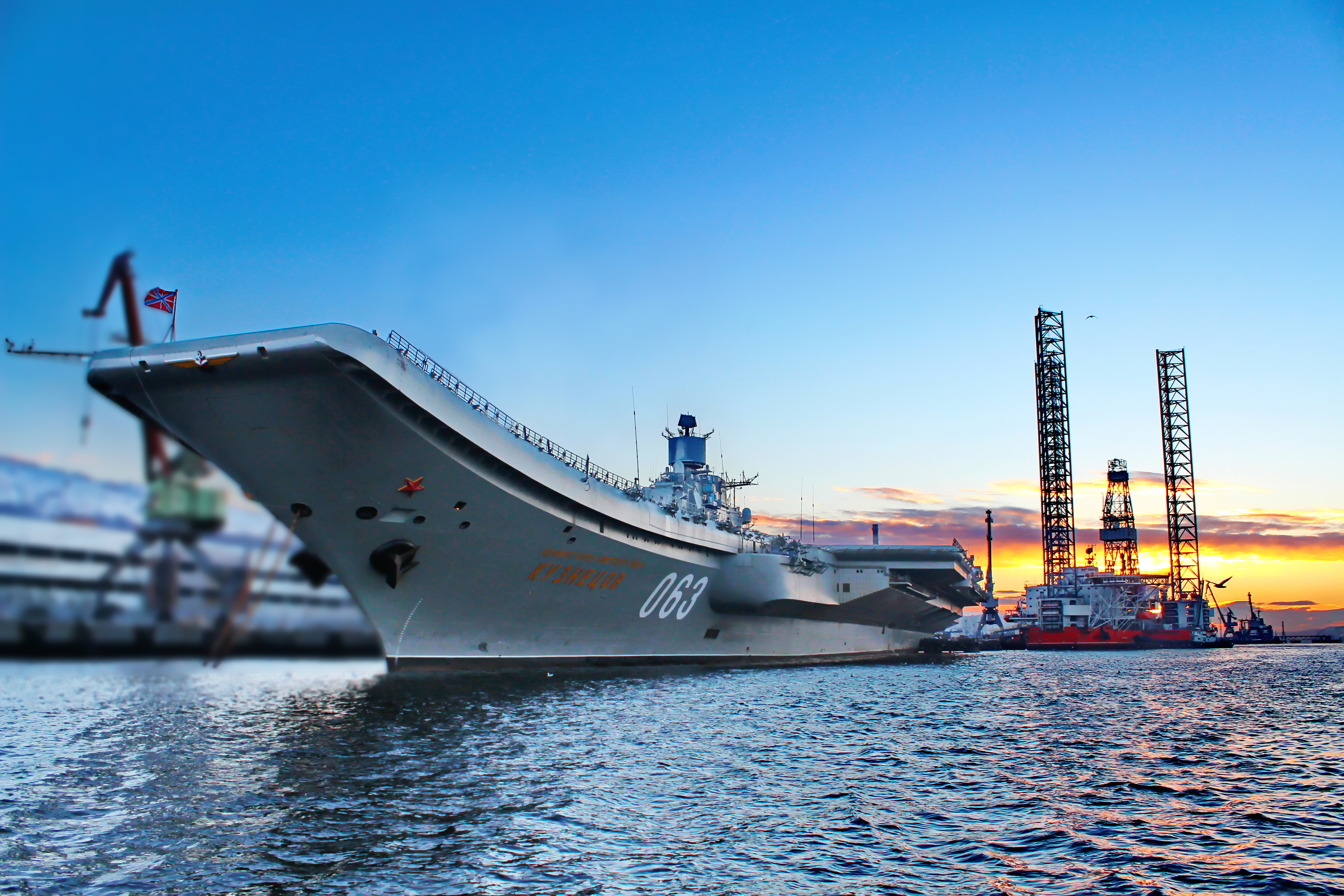
ТАВКР «Адмирал Кузнецов» и СПБУ «Арктическая» у причала «35 СРЗ»

Сотрудничество с норвежскими фирмами «FMC» и «AKER SOLUTION» в рамках проекта разработки Штокмановского месторождения. Перед филиалом «35 СРЗ» стояла задача — производство глубоководных сооружений для добычи нефти и газа из специальных видов стали в ограниченные сроки. Были подготовлены специалисты монтажного, сварочного и трубопроводного производства для работы по норвежским стандартам, внедрена схема инженерного обслуживания производства в составе международного менеджмента. Была выполнена сборка тестового образца конструкции установки для добычи. Потеря актуальности развития Штокмановского месторождения завершила данные проекты.
2008—2013 год — совместно со специалистами АО ПО «Севмаш» (участие приняло более 3 000 сотрудников) произведены достройка МЛСП «Приразломная», пусконаладочные работы на СПБУ «Арктическая».

БПК «Адмирал Чабаненко»

Декабрь 2013 года — для проведения среднего ремонта пришвартовался БПК «Адмирал Чабаненко» — начало проведения средних ремонтов на «35 СРЗ». Ремонт корабля идёт в соответствии с графиком.
15 июня 2015 года завод переименован в филиал «35 судоремонтный завод» акционерного общества «Центр судоремонта „Звёздочка“», сокращенное наименование — филиал «35 СРЗ» АО «ЦС „Звёздочка“» 
Разработано техническое задание на проектирование технического перевооружения докового производства филиала по федеральной целевой программе «Развитие оборонно-промышленного комплекса до 2020 г.» ОАО НК «Роснефть» выкупила промышленную площадку ОАО «82 СРЗ» у АО «ОСК».
2019 год — начало реконструкции сухого дока, проведение работ совместно с АО "Институт «Оргэнергострой». Разработка проектной документации ПФ «Союзпроектверфь» с последующей доработкой и адаптацией АО "Институт «Оргэнергострой». Объединение двухкамерного дока в однокамерный позволит обеспечить выполнение докового ремонта (осмотра) всей номенклатуры надводных кораблей, включая ТАВКР «Адмирал Кузнецов», ТАРКР «Петр Великий», а также подводных лодок.
2020 год — модернизация ТАВКР «Адмирал Кузнецов», БПК «Адмирал Чабаненко».
2022 год — постановка ТАВКР «Адмирал Кузнецов» в сухой док для проведения докового осмотра и ремонта.

## Санкции
9 марта 2022 года, из-за вторжения России на Украину, судоремонтное предприятие было включен в санкционный список США
15 марта 2022 года предприятие попало в санкционные списки всех стран Евросоюза. Также завод включен в санкционные списки Швейцарии, Украины и Японии

## Начальники и директора «35 СРЗ»
| 1938-1939                 | инженер Филиппов М. Г.                    |
| 1939-1941                 | инженер Прокофьев В. А.                   |
| 1941 (июнь-июль)          | Титов И. И.                               |
| 1941-1943                 | инженер-капитан 2 ранга Эрман Н. Я.       |
| 1943-1945                 | капитан 1 ранга Лапин М. М.               |
| 1945-1947                 | инженер-капитан 1 ранга Грищенко П. Г.    |
| 1947-1951                 | инженер-капитан 1 ранга Анапольский Н. А. |
| 1951-1953                 | инженер-капитан 1 ранга Жаров А. Ф.       |
| 1953-1958                 | инженер-капитан 1 ранга Бурлаков А. А.    |
| 1958-1963                 | инженер-капитан 1 ранга Сирош М. Т.       |
| 1963-1967                 | инженер-полковник Панфилов И. А.          |
| 1967-1968                 | полковник т/с Васильев Ю. М.              |
| 1968-1975                 | капитан 1 ранга — инженер Тактаров Э. А.  |
| 1975-1980                 | капитан 1 ранга — инженер Ковалёв А. Н.   |
| 1980-1986                 | капитан 1 ранга Деревянко В. Ф.           |
| 1986-1992                 | капитан 1 ранга Панибратец Е. П.          |
| 1992-1997                 | капитан 1 ранга Коробкин В. И.            |
| 1997-2003                 | капитан 1 ранга Зотов В. А.               |
| 2003-2007                 | капитан 1 ранга Сплошнов Г. Н.            |
| 2007-2009                 | директор Кольнер А. В.                    |
| 2009-2012                 | директор Шестаков А. Г.                   |
| 2012-2015                 | директор Мальцев А. В.                    |
| 2015-2017                 | врио директора Панченя Д. Н.              |
| 2017-2019                 | директор Смирнов С. П.                    |
| 2019-июль 2021            | директор Вераксо С. Н.                    |
| июль 2021- сентябрь 2021  | врио директора Панченя Д. Н.              |
| сентябрь 2021- 14.03.2022 | врио директора Попов И. П.                |
| с 15.03.2022              | директор Попов И. П.                      |